# Spiralix
Spiralix is een geslacht van weekdieren uit de klasse van de Gastropoda (slakken).

## Soorten
- Spiralix affinitatis Boeters, 2003
- Spiralix burgensis Boeters, 2003
- Spiralix calida Corbella, Guillén, Prats, Tarruella & Alba, 2014
- Spiralix ovidiensis Girardi, 2009
- Spiralix rayi (Locard, 1883)